# Mata da Praia

A Mata da Praia é um bairro, localizado em Vitória, capital do Espírito Santo. O distrito está situado na orla de Camburi, entre o Aeroporto Internacional de Vitória (Eurico de Aguiar Salles) e o bairro Jardim da Penha. Na orla, os prédios ocupam apenas as duas primeiras quadras, sendo o restante do bairro compreendido, principalmente, por casas de alto padrão.
Desse modo, o bairro é reconhecido, na capital capixaba, por abrigar um número considerável de moradores com alto poder aquisitivo. Além disso, a Mata da Praia abriga um dos parques mais famosos de Vitória, o Parque Municipal da Pedra da Cebola.

## História
Inicialmente, pretendia-se que a Mata da Praia fosse uma extensão do bairro Jardim da Penha, pois toda a área que envolve os dois bairros fazia parte da "Fazenda Mata da Praia". Esta pertencia ao senhor Justiniano Azambuja que possuía uma escritura datada de 1891. As terras do Sr. Azambuja alcançavam a Praia de Camburi e se estendiam até o local onde hoje foi edificada a Universidade Federal do Espírito Santo (UFES). Dessa forma, no início do século XX, a Mata da Praia era uma área rural, ocupada por mata atlântica, gados, córregos, animais e restinga.

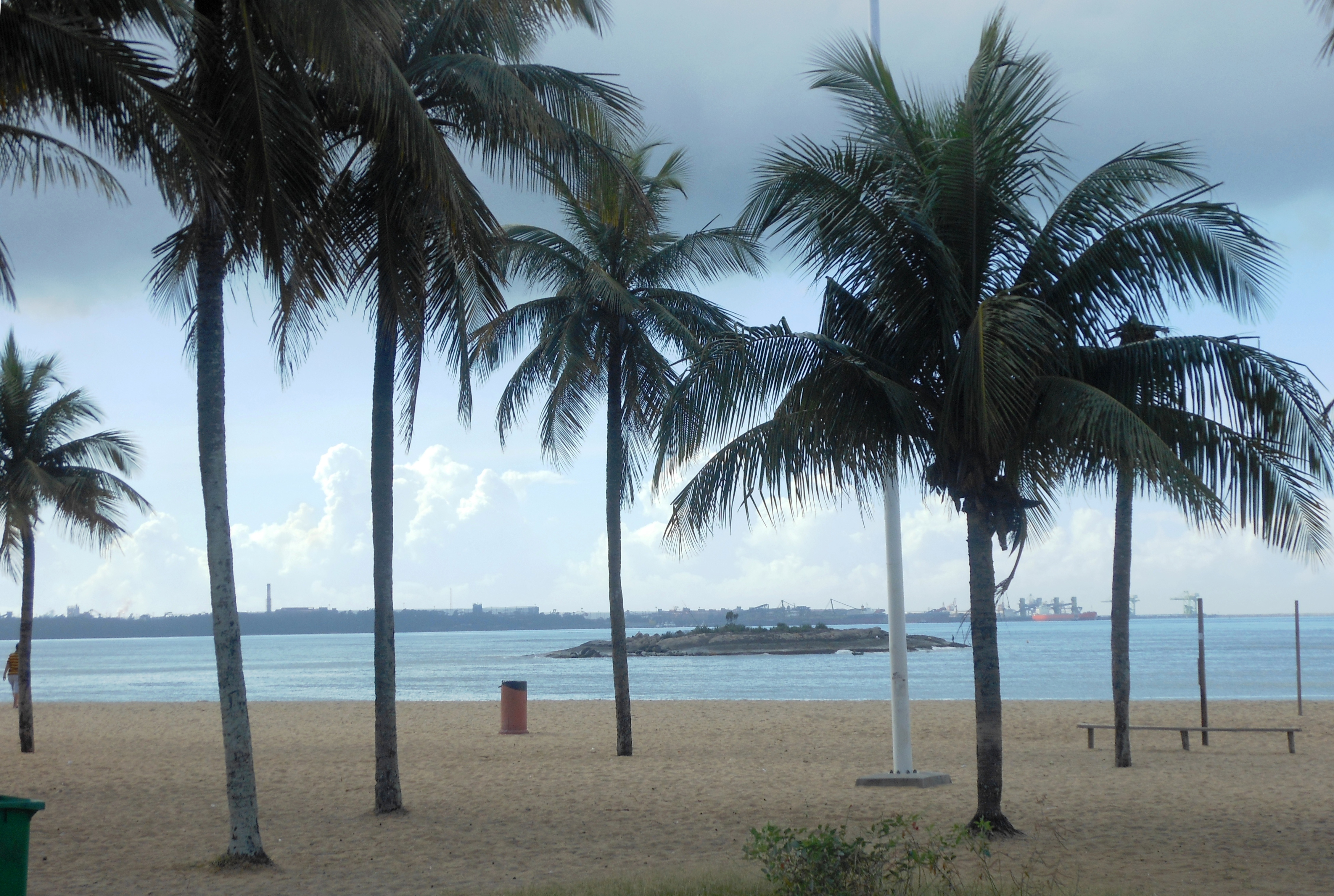
Praia de Camburi, Vitória/ES.

Cabe dizer que a antiga sede da fazenda da família Azambuja, ficava em uma elevada pedra ao lado da Pedra da Cebola, sendo na época conhecida como "Pedra do Sino".

### O início da urbanização
A primeira tentativa de loteamento ocorreu no ano de 1928. O senhor Pedro Ximenes chegou a projetar a região em lotes para casas de veraneio. É interessante dizer, que naquela época, a região norte de Vitória, hoje marcada pela presença de importantes bairros como a Mata da Praia, Praia do Canto, Barro Vermelho e Jardim da Penha, era completamente afastada do Centro da Cidade. Este na década de vinte ainda era o melhor bairro para se viver em Vitória.
Assim, com o intuito de divulgar seu empreendimento, o Sr. Ximenes criou um jornal que, posteriormente, é vendido para o senhor Thiers Velloso. Embora o loteamento não tenha tido êxito, o jornal viria a ser a "semente" do jornal "A Gazeta". 

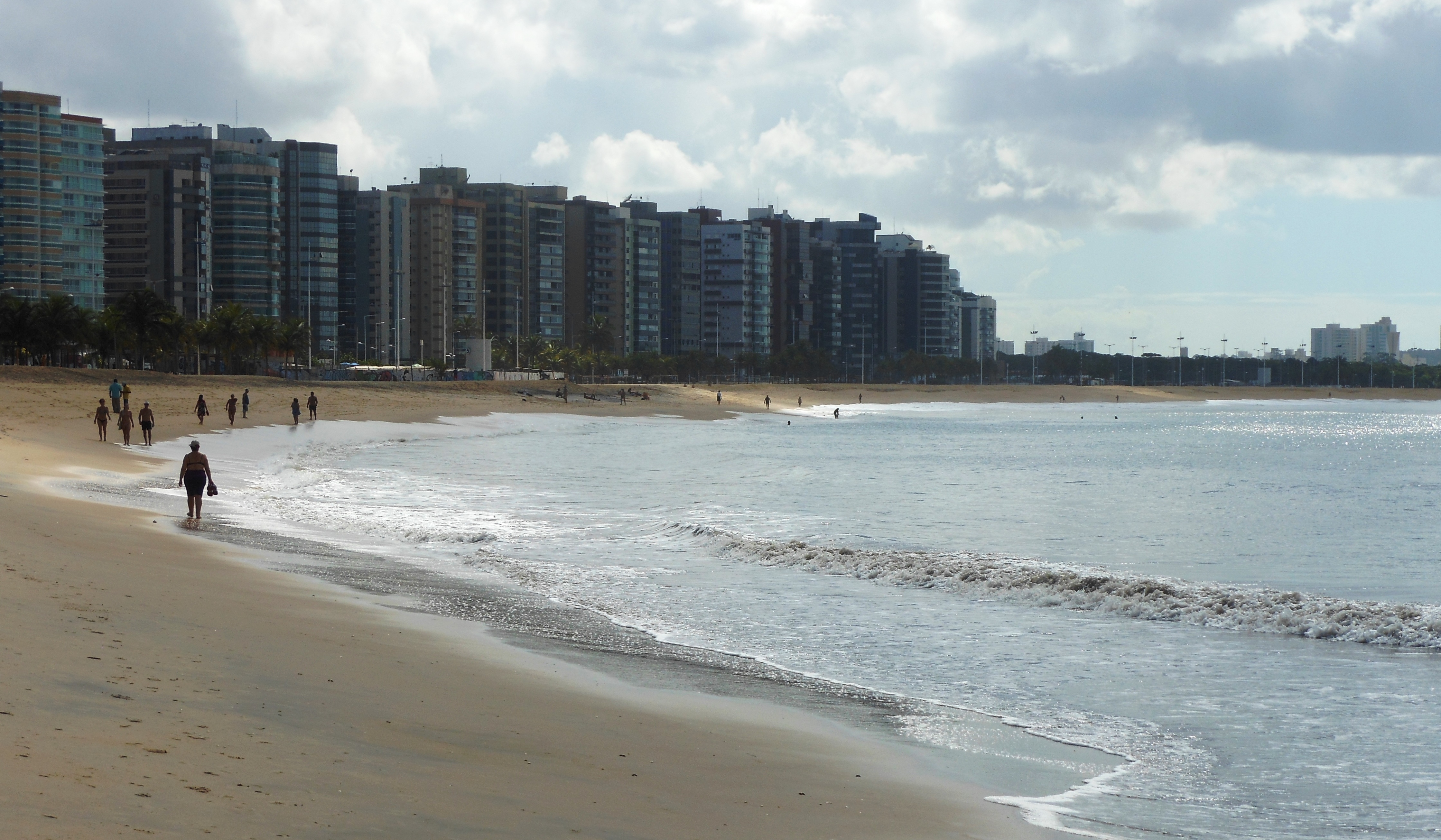
Orla da Mata da Praia, Vitória/ES.

O projeto de loteamento é retomado apenas na década de 50 pela "Empresa Capixaba de Engenharia Civil". A ideia era inspirada no sofisticado bairro Cidade Jardim, de Belo Horizonte. Por isso, que hoje a Mata da Praia é um dos bairros mais arborizados da cidade, apresentando dois parques municipais, várias praças e alamedas. O projeto foi aprovado pela prefeitura em 1952 onde toda a região entre a Avenida Adalberto Simão Nader e o Canal de Camburi (hoje Jardim da Penha e Mata da Praia), foi convertida em largas avenidas diagonais, que formam 13 quadras com lotes de aproximadamente 400m² ou mais.
Com isso, no ano de 1952, inciou-se o processo de urbanização da região, por meio do "Loteamento Cambury". Por fim, além de ser um dos poucos locais de Vitória que preserva a sua vegetação original, a Mata da Praia oferece a possibilidade de se praticar esportes como futebol de salão ou campo, tênis, bocha e Cooper, no Parque Municipal Parque Alfonso Pastore.

## Planejamento do bairro
De acordo com o Jornal Folha de Vitória (24/09/2012), o bairro Mata da Praia foi o primeiro a ser planejado na capital capixaba, apresentando um formato de sustentabilidade na sua ocupação, assunto que não era tão discutido na década de 1950, quando o loteamento da região foi realizado. Além disso, é curioso dizer que não havia Plano Diretor Urbano (PDU) na cidade, por esse motivo foi criado um regulamento específico para a Mata da Praia. Desse modo, os terrenos foram bem divididos, obedecendo ao critério de que em áreas onde são construídas casas não há prédios e vice-versa. Os prédios também não são muito próximo uns nos outros, ao contrário, há distanciamento de até 16 metros entre eles.

## Índice de Desenvolvimento Humano (IDH)
No ano de 2014, o bairro Mata da Praia apareceu na sétima posição entre os melhores bairros do Brasil, como divulgado no Atlas do Desenvolvimento Humano nas Regiões Metropolitanas Brasileiras.
A Praia do Canto, Ilha do Boi, Ilha do Frade e a Enseada do Suá, também apareceram na lista, estes por sua vez, na décima oitava posição. Cabe dizer que os bairros citados neste tópico, estão no mesmo patamar que a Noruega, país que apresenta o maior Índice de Desenvolvimento Humano (IDH) do mundo (0,944).
O Atlas, divulgado pelo Programa das Nações Unidas para o Desenvolvimento (Pnud), Instituto de Pesquisa Econômica Aplicada (Ipea) e Fundação João Pinheiro, é de tamanha profundidade que consegue mensurar as localidades, dentro das cidades, onde o grau de desenvolvimento humano é maior ou menor.
Além disso, é interessante dizer que em uma reportagem divulgada no ano de 2013 (12/12/2013), o jornal "A Tribuna", apresentou um ranking. Este afirmava que a Mata da Praia era o sexto bairro mais valorizado do país, sendo seguida na lista pelos bairros Jardim Paulistano (SP) e Barro Vermelho (Vitória).

## Parques Municipais

### Parque Pedra da Cebola

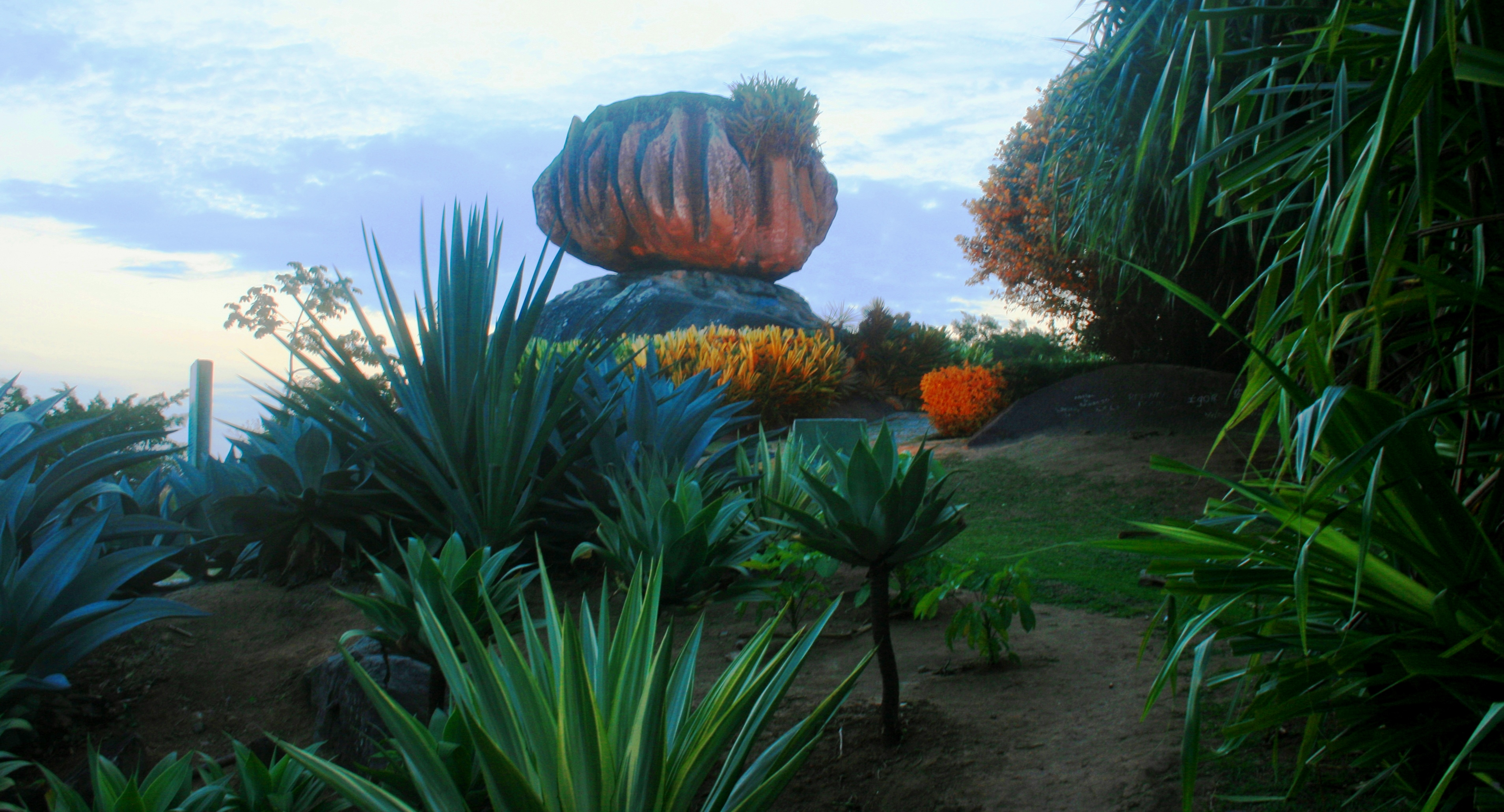
Pedra da Cebola

O Parque Pedra da Cebola é uma das maiores áreas verdes da cidade de Vitória. Possui exemplares de mata de Restinga, mata Atlântica e de vegetação rupestre nativa do local. Além do mais, abriga pequenos répteis e aves. Com uma área superior a 100 mil metros quadrados, o parque conta com jardim oriental e um mirante com vista para a parte do Maciço Central, o Porto de Tubarão e o Morro do Mestre Álvaro, este por sua vez, localizado na Serra.
O parque foi inaugurado em novembro de 1997, em um local onde até 1978, existiu a Pedreira de Goiabeiras de propriedade da mineradora Vale. Trata-se da primeira recuperação de área degradada por esse tipo de atividade econômica no município. No ambiente da antiga jazida, uma área plana é utilizada para eventos de pequeno e médio porte e para a prática de atividades esportivas.
O nome do parque deriva de uma grande pedra esculpida pela natureza que repousa sobre outra rocha. Devido a seu comportamento geológico, a pedra se "descama" de maneira similar às palhas de uma cebola.
O Parque Pedra da Cebola tem parquinhos, lagos e um campo de futebol, além de um Centro de Educação Ambiental (CEA). A área também possui o sinal de internet livre do Vitória Digital.

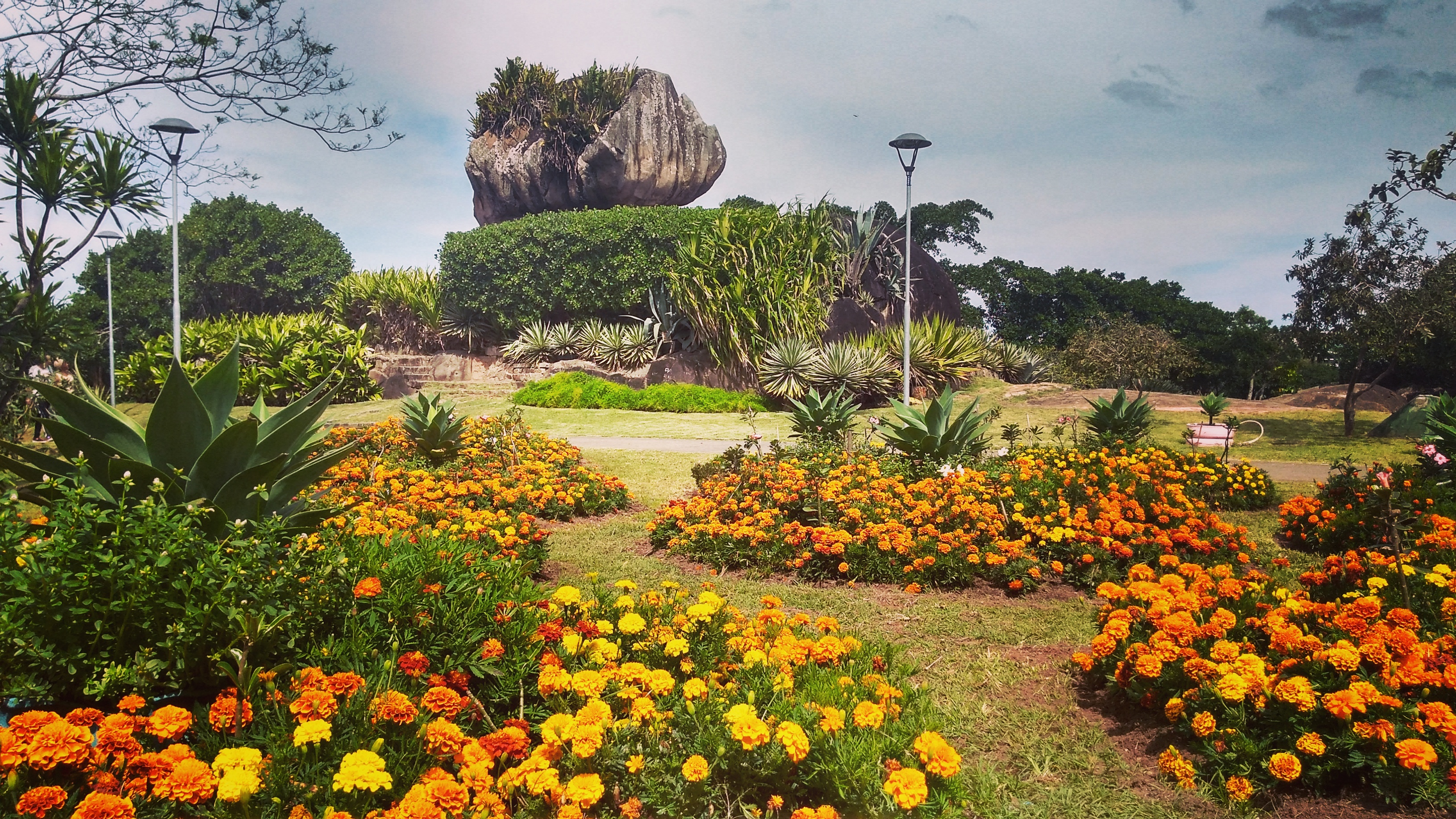
Parque da Pedra da Cebola, Mata da Praia, Vitória/ES.

O que poucos sabem é que o "Parque Pedra da Cebola" é apenas um nome "fantasia". O nome oficial é "Parque Municipal Ítalo Batan Régis", em homenagem a um ex-presidente da comunidade de Ilha de Santa Maria que, mesmo sendo cego, era muito atuante na luta pelos interesses da população dos bairros da região.

### Parque Padre Alfonso Pastore
O parque foi constituído em 1997, pela soma dos territórios de cinco praças. Estas estão presentes na vias: Avenida Antônio Borges, Avenida Construtor Davi Teixeira e Avenida Nicolau Von Schilgen.
O pequeno parque abrange uma área superior a 44 mil metros quadrados, onde predomina uma cobertura vegetal remanescente da Mata de Restinga.
É um ambiente propício para contemplar a natureza original da região e observar as aves silvestres. Pelas vias que atravessam a Mata de Restinga, as pessoas podem fazer relaxantes caminhadas. A mancha verde se destaca em meio ao imenso mosaico marrom composto pelos telhados coloniais das casas do bairro Mata da Praia.

## Templos religiosos
1) Paróquia São Camilo de Lellis, localizada na Avenida Antônio Borges.
2) Capela de Nossa Senhora Aparecida, localizada na Avenida Carlos Gomes de Sá.
3) Igreja Cristã Maranata, localizada na Avenida Antônio Borges.
4) Igreja Batista, localizada na Avenida Desembargador Dermeval Lyrio.
5) Igreja Presbiteriana, localizada na Avenida Carlos Gomes de Sá.

## Literatura
O bairro Mata da Praia foi usado como cenário no livro “Kitty aos 22”, do célebre autor capixaba Reinaldo dos Santos Neves.
A protagonista da história se chama Maria Catarina, sendo conhecida por seu apelido “Kitty”. Esta, com 22 anos de idade, é uma jovem mulher, residente de um casarão na Mata da Praia.

## Principais endereços
As principais vias do bairro são: Avenida Antônio Borges, Avenida Construtor Davi Teixeira, Avenida Nicolau Von Schilgen e Avenida Comandante Álvares Martins. Todas essas avenidas dão acesso a Praia de Camburi, sendo também vias para os bairros Jardim da Penha, Morada de Camburi e Bairro República.

### Comércio
O bairro Mata da Praia é um distrito quase que completamente residencial, estando o comércio concentrado apenas na Avenida Desembargador Dermeval Lyrio e nas ruas adjacentes a mesma. Nesta localidade é possível encontrar o Supermercado Perim, lojas, restaurantes, academias, dentre outros.